# Топчи, Джафер Осман
Джафе́р Осма́н Топчи́ (1921—1944) — советский военнослужащий, дважды представлявшийся к званию Героя Советского Союза, но так и не получил его.

## Биография
Родился 10 октября 1921 года в Бахчисарае Крымской АССР в семье татар, которая впоследствии была депортирована в Узбекскую ССР.
Член комсомола с 1937 года, член ВКП(б)/КПСС с 1942 года. В марте 1940 года был призван на службу в РККА. Участник Великой Отечественной войны с самого её начала. Воевал на Юго-Западном, Сталинградском, Донском, 3-м Украинском и 2-м Украинском фронтах. Пять раз был ранен и возвращался в строй.
Был ранен в боях на реке Тисе. Умер от ран 16 октября 1944 года в хирургическом полевом передвижном госпитале № 4612, захоронен в городе Дебрецен, Венгрия.
Был награждён орденами Красного Знамени (23 июля 1944), Александра Невского (4 ноября 1944), Отечественной войны 1-й степени (31 декабря 1944) и Отечественной войны 2-й степени (24 сентября 1943), а также двумя медалями «За отвагу» (28 сентября 1942 и 30 декабря 1942).